# Русек-Малий
Русек-Малий (пол. Rusek Mały, нім. Klein Rauschken) — село в Польщі, у гміні Дзьвежути Щиценського повіту Вармінсько-Мазурського воєводства.
Населення — 112 осіб (2011).

## Демографія
Демографічна структура станом на 31 березня 2011 року:
|          | Загалом | Допрацездатний вік | Працездатний вік | Постпрацездатний вік |
| -------- | ------- | ------------------ | ---------------- | -------------------- |
| Чоловіки | 51      | 20                 | 27               | 4                    |
| Жінки    | 61      | 27                 | 26               | 8                    |
| Разом    | 112     | 47                 | 53               | 12                   |